# Hydrotaea meteorica
Hydrotaea meteorica este o specie de muște din genul Hydrotaea, familia Muscidae. A fost descrisă pentru prima dată de Linnaeus în anul 1758. Conform Catalogue of Life specia Hydrotaea meteorica nu are subspecii cunoscute.